# Koblenz Open 2024
Il Koblenz Open 2024 è stato un torneo maschile tennis professionistico. È stata la 6ª edizione del torneo, facente parte della categoria Challenger 100 nell'ambito dell'ATP Challenger Tour 2024, con un montepremi di 121 000 €. Si è giocato dal 29 gennaio al 4 febbraio 2024 sui campi in cemento indoor della CGM Arena di Coblenza, in Germania.

## Partecipanti

### Teste di serie
| Nazionalità | Giocatore         | Ranking* | Testa di serie |
| ----------- | ----------------- | -------- | -------------- |
| Austria     | Jurij Rodionov    | 111      | 1              |
| Stati Uniti | Brandon Nakashima | 127      | 2              |
| Regno Unito | Jan Choinski      | 162      | 3              |
| Sudafrica   | Lloyd Harris      | 167      | 4              |
| Rep. Ceca   | Zdeněk Kolář      | 176      | 5              |
| Italia      | Mattia Bellucci   | 179      | 6              |
| Germania    | Rudolf Molleker   | 192      | 7              |
| Italia      | Francesco Passaro | 194      | 8              |

* Ranking al 15 gennaio 2024.

### Altri partecipanti
I seguenti giocatori hanno ricevuto una wild card per il tabellone principale:
- Tom Gentzsch
- Max Hans Rehberg
- Henri Squire

Il seguente giocatore è entrato in tabellone con il ranking protetto:
- Oscar Otte

I seguenti giocatori sono passati dalle qualificazioni:
- Hazem Naw
- Martin Kližan
- Daniel Michalski
- Charles Broom
- Filip Krajinović
- Tristan Lamasine

I seguenti giocatori sono entrati in tabellone come lucky loser:
- Franco Agamenone
- David Jordà Sanchis

## Punti e montepremi
| Torneo    | Torneo              | V      | F     | SF    | QF    | 2T    | 1T    | Q | Q2  | Q1  |
| Singolare | Punti               | 100    | 50    | 25    | 14    | 7     | 0     | 4 | 2   | 0   |
| Singolare | Premi in denaro (€) | 16 020 | 9 415 | 5 555 | 3 240 | 1 900 | 1 160 | – | 580 | 290 |
| Doppio    | Punti               | 100    | 50    | 25    | 14    | –     | 0     | – | –   | –   |
| Doppio    | Premi in denaro (€) | 6 845  | 4 050 | 2 400 | 1 420 | –     | 800   | – | –   | –   |

## Campioni

### Singolare
Jurij Rodionov ha sconfitto in finale  Brandon Nakashima con il punteggio di 6(7)–7, 6–1, 6–2.

### Doppio
Sander Arends /  Sem Verbeek hanno sconfitto in finale  Jakob Schnaitter /  Mark Wallner con il punteggio di 6–4, 6–2.